# Алегрети (Риу-Гранди-ду-Сул)
Алегрети (порт. Alegrete) — муниципалитет в Бразилии, входит в штат Риу-Гранди-ду-Сул. Составная часть мезорегиона Юго-запад штата Риу-Гранди-ду-Сул. Входит в экономико-статистический микрорегион Кампанья-Осидентал. Население составляет 78 230 человек на 2007 год. Занимает площадь 7 800,552 км². Плотность населения — 11,34 чел./км².
Праздник города — 25 октября.

## История
Город основан в 1831 году.

## Статистика
- Валовой внутренний продукт на 2003 составляет 728 894 513,00 реалов (данные: Бразильский институт географии и статистики).
- Валовой внутренний продукт на душу населения на 2003 составляет 8 416,89 реала (данные: Бразильский институт географии и статистики).
- Индекс развития человеческого потенциала на 2000 составляет 0,793 (данные: Программа развития ООН).

## География

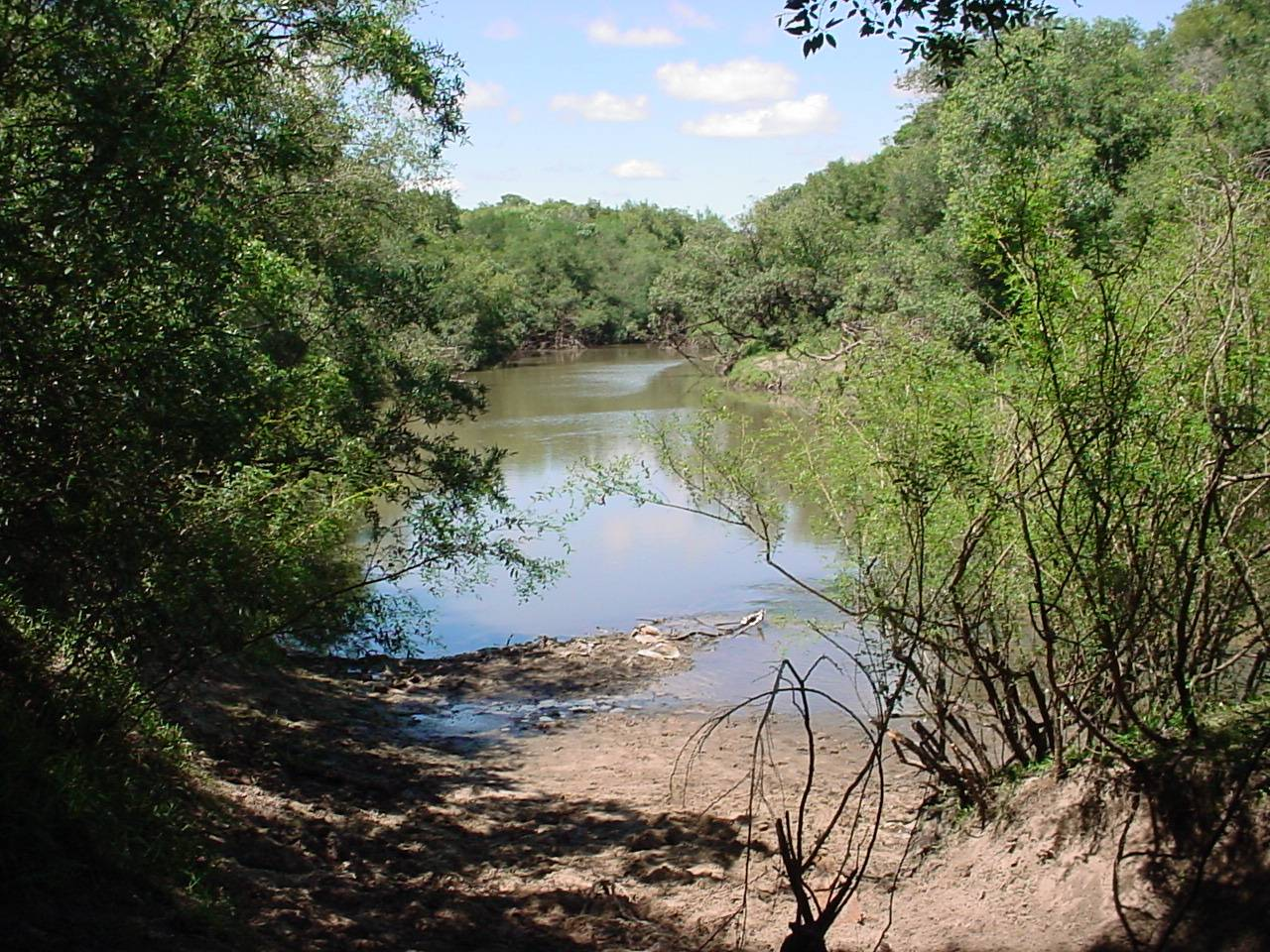

Климат местности: субтропический.